# پرچم اریتره

پرچم اریتره

پرچم اریتره با تناسب ۱:۲ در ۵ دسامبر ۱۹۹۵ پذیرفته شد. این پرچم که ترکیبی است از پرچم جبههٔ آزادی‌بخش خلق اریتره و پرچم آن کشور در دههٔ ۱۹۵۰ از ۱۹۹۳ مورد استفاده قرار گرفته بود. طراحی این پرچم شامل یک مثلث متساوی‌الساقین قرمزرنگ است که قاعدهٔ آن در بخش اهتزاز پرچم و رأس آن در قسمت پرواز پرچم واقع شده است و پرچم را در سمت راست به دو مثلث سبزرنگ در بالا و آبی‌رنگ در پایین تقسیم می‌کند. یک حلقهٔ گل طلایی‌رنگ نیز که به دور شاخه‌ای زیتون طلایی حلقه زده است در مرکز بخش اهتزاز مثلث قرمزرنگ قرار دارد.

## نمادشناسی

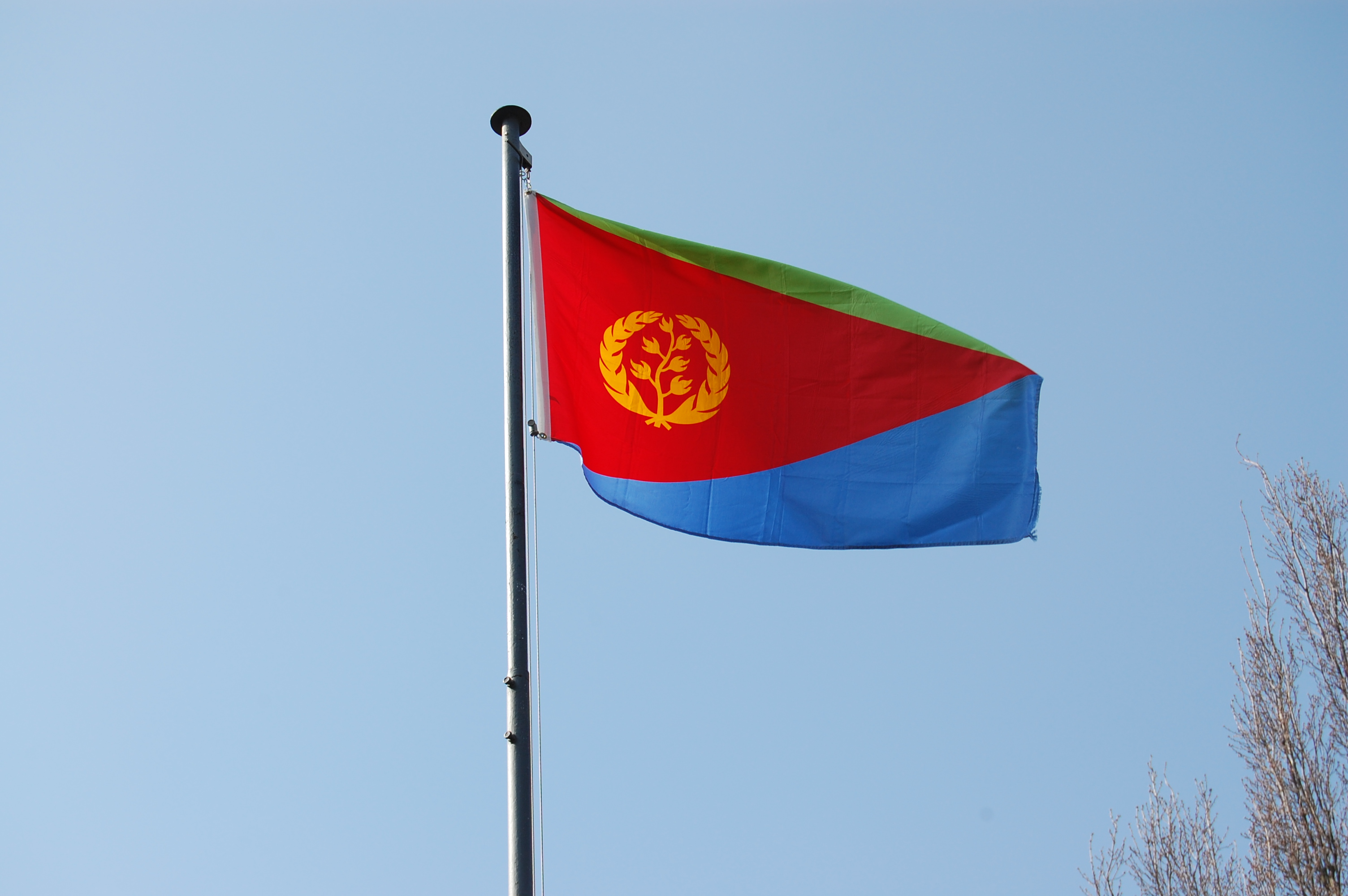
سفارت اریتره در برلین

در پرچم اریتره رنگ سبز نشانهٔ اقتصاد مبتنی بر کشاورزی و دامداری آن کشور، قرمز نماد خون‌هایی که در جنگ برای رسیدن به آزادی و استقلال ریخته شده است و آبی نشانهٔ بخشندگی دریا و ثروت دریایی است. رنگ طلایی در نماد حلقهٔ گل و شاخهٔ زیتون که به نماد پرچم سال ۱۹۵۲ اریتره شبیه است بیانگر ثروت خفته در معادن آن کشور می‌باشد. دربارهٔ خود این نماد توضیحی وجود ندارد و ممکن است بیانگر صلح باشد. همچنین شاخهٔ زیتون درون حلقه را نماد سازمان ملل و نقش آن در کمک به استقلال اریتره دانسته‌اند.
مثلث قرمزرنگ نیز از نظر شکلی شباهت بسیاری به شکل نقشهٔ خود کشور اریتره دارد.

## پرچم‌های دیگر

پرچم رئیس‌جمهور اریتره
پرچم اریتره در ۱۹۵۲
پرچم جبههٔ آزادی‌بخش خلق اریتره